# Kenneth Moore
Kenneth Strath „Ken” Moore (Kanada, Saskatchewan, Balcarres, 1910. február 17. – Kanada, Manitoba, Winnipeg, 1981. december 8.) kanadai olimpiai jégkorongozó. Ő volt az első kanadai őslakos aki téli olimpián részt vett.
1930-ban Memorial-kupa győztes lett a Regina Patsszal.
A Winnipeg Hockey Club támadója volt és 1931-ben megnyerték az Allan-kupát, amiért a kanadai amatőr jégkorongcsapatok szálltak harcba. Ennek köszönhetően képviselhették Kanadát az 1932. évi téli olimpiai játékokon, a jégkorongtornán, Lake Placidban, mint a kanadai jégkorong-válogatott. Csak négy csapat indult. Oda-visszavágós rendszer volt. Az amerikaiakat legyőzték 2–1-re, majd 2–2-es döntetlent játszottak. A németeket 5–0-ra és 4–1-re győzték le, végül a lengyeleket 10–0-ra és 9–0-ra verték. Ez az olimpia világbajnokságnak is számított, ezért világbajnokok is lettek. Csak a lengyelek ellen, a 10–0-ra megnyert mérkőzésen játszott és 1 gólt ütött.
1936-ban ismét Allan-kupa győztes lett a Kimberley Dynamitersszel.
1976-ban beválasztották a British Columbia Sports Hall of Fame-be.
2004-ben beválasztották a Manitoba Sports Hall of Fame-be.